# Corte federale (Canada)
La Corte federale (inglese: Federal Court; francese: Cour fédérale) è un tribunale di prima istanza che giudica cause sorte in relazione a determinati ambiti del diritto federale canadese. La Corte federale è un tribunale di grado superiore con giurisdizione a livello nazionale.

## Storia
La Corte fu creata il 2 luglio 2003 dal Courts Administration Service Act ("Legge sul servizio dell'amministrazione dei tribunali") in seguito alla separazione delle due sezioni della Corte federale del Canada (la sezione di prima istanza e la sezione d'appello) in due tribunali distinti: la Corte federale e la Corte d'appello federale. La Corte federale del Canada, a sua volta, era stata creata il 1º giugno 1971, attraverso l'emanazione del Federal Court Act ("Legge sulla Corte federale"), successivamente rinominato Federal Courts Act, "Legge sulle Corti federali"), che è la legge che disciplina i poteri e il funzionamento della Corte.
Il 24 ottobre 2008, la Corte federale ha ricevuto le sue insegne araldiche dal Governatore generale, il terzo tribunale del Canada a ricevere il proprio stemma. Esso mostra come sostegni due creature fantastiche appena create, i caribù marini alati, che rappresentano l'amministrazione della giustizia per aria, per terra e per mare.

## Struttura
La Corte federale è composta da un Giudice capo (Chief Justice) e da altri trentadue giudici. Attualmente, ci sono 28 giudici a tempo pieno (che lasciano cinque vacanze nella Corte), oltre a quattro giudici soprannumerari, sei giudici sostituti e sei protonotari.
Gli impiegati giudiziari sono assunti per periodi di non più di un anno per aiutare i giudici a fare ricerche e a preparare le sentenze. Generalmente somo assegnati a un particolare giudice.
Gli stipendi dei magistrati sono determinati annualmente dalla Commissione per i compensi e i benefici giudiziari. Il Giudice capo riceve annualmente 315.900 dollari, mentre gli altri giudici ricevono 288.100 dollari.

## Giurisdizione
La Corte federale non può giudicare una causa se non vi è una legge federale che le conferisce la competenza in merito a quel tipo di cause.
Alcuni esempi del tipo di cause giudicate dalla Corte federale sono:
- revisione giudiziaria delle sentenze in materia di immigrazione,
- revisione giudiziaria delle decisioni della Commissione di revisione e appello per i veterani del Canada,
- dispute in materia di proprietà intellettuale,
- cause che coinvolgono il diritto marittimo,
- varie materie del diritto aborigeno, e
- reclami contro la Regina di diritto del Canada.

Questi casi di giurisdizione possono essere esclusivi o concorrenti con le corti superiori provinciali, a seconda dello statuto. La Corte ha l'autorità di rivedere giudiziariamente le decisioni assunte dai comitati, dalle commissioni e dai tribunali amministrativi federali, e di deliberare sulle azioni legali promosse da o contro il governo federale.
Le decisioni della Corte federale possono essere appellate presso la Corte d'appello federale. Poiché essa è un tribunale superiore con giurisdizione nazionale, le sue decisioni sono applicabili direttamente in tutto il Canada senza bisogno della convalida dei tribunali di una specifica provincia.